# Heckler & Koch FABARM FP6
A Fabarm FP6 é uma escopeta de combate de ação deslizante fabricada pela empresa italiana de armas de fogo Fabbrica Bresciana Armi S.p.A. (FABARM) e vendida pela Heckler & Koch. Destinava-se ao uso civil e policial.

## Variantes
A H&K lançou quatro variantes da FP6.
- FP6 padrão (H&K 40621HS) com cano Tribore de 20", acabamento protetor preto, proteção térmica perfurada, mira pequena, coronha sintética fixa e telha arredondada.
- Modelo com acabamento em fibra de carbono (H&K 40621CF) com cano Tribore de 20", sem proteção térmica, trilho Picatinny montado na armação, mira pequena, coronha sintética fixa e telha arredondada.
- Modelo com coronha dobrável e punho de pistola, cano Tribore de 20", sem proteção térmica, trilho Picatinny com montagem na armação e uma grande mira de lâmina retrátil.
- Modelo tático de cano curto, a FP6 Entry (H&K 40621T), com cano de 14", acabamento fosco, proteção térmica perfurada, trilho Picatinny para montagem na armação, mira de lâmina grande retrátil, coronha sintética fixa e telha arredondada. Esta variante tem um comprimento total de 33,75" e é regulamentada pela Lei Nacional de Armas de Fogo como arma de fogo Título II nos Estados Unidos.

## Operadores
- França - Gendarmaria Nacional[2]
- Alemanha - GSG 9, substituindo todas as Remington Model 870P
- Itália
- Japão
- Malásia[3][4]
- Estados Unidos